# Porte du Rivage
Poarta Malului (în franceză Porte du Rivage, în neerlandeză Oeverpoort), anterior Gaura Malului (în franceză Trou du Rivage) este o fostă poartă din Bruxelles, parte a celui de-al doilea rând de fortificații, care funcționa pe amplasamentul actual cu aceeași denumire (piața omonimă care conectează fostul doc pentru ambarcațiuni și pe cel al antrepozitelor, în inima Cartierului Cheiurilor).
Piața actuală, anterior fără nume și amenajată aproximativ pe fostul amplasament al porții, a primit numele acesteia, Porte du Rivage / Oeverpoort.

## Fortificație medievală (secolele XIV‐XIX)

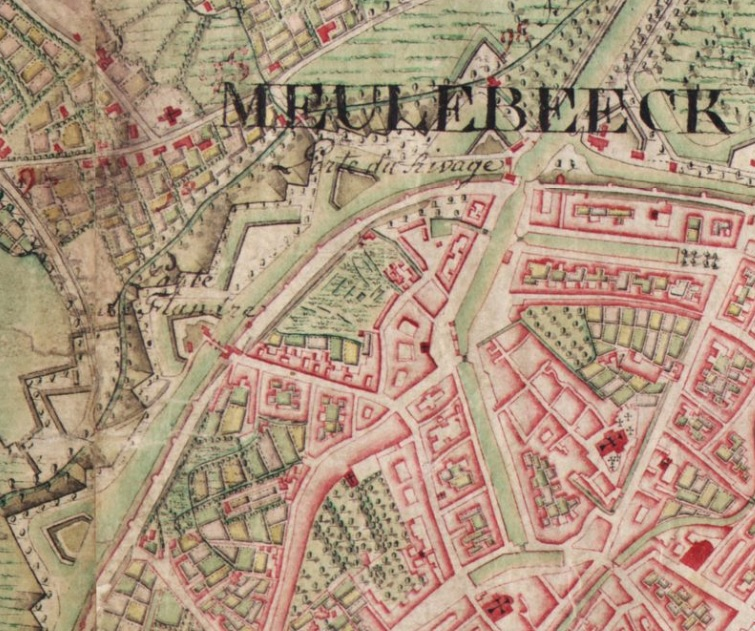
Poarta Flandrei și Poarta Malului pe harta Ferraris din secolul al XVIII-lea.

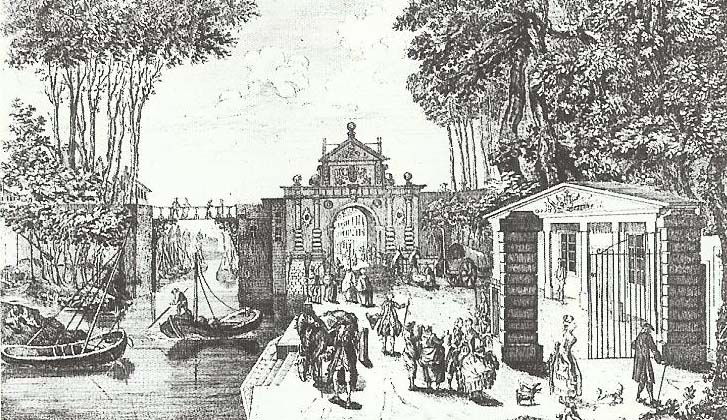
Porte du Rivage în secolul al XVIII-lea.

Deși integrată în al doilea rând de fortificații, poarta a fost construită circa două secole mai târziu. Ea a fost necesară după darea în funcțiune a canalului Willebroeck și a reprezentat accesul fluvial și vamal al acestuia către fostul port interior al Bruxelles-ului, ale cărui docuri ajungeau până la Piața Sainte-Catherine. Drumul de halaj de pe malul de vest intra în oraș printr-o simplă trecere prin zid, în timp ce pe malul de est a fost ridicată în 1562 o structură mai elaborată, cunoscută sub numele de „Poarta Vacilor” (în neerlandeză Koeienpoort). Totuși, ea nu era considerată o adevărată poartă precum celelalte șapte ale orașului, care corespundeau celor șapte case nobile ale Națiunilor Bruxelles-ului, și era în general denumită popular „gaura canalului” (het Vaert-gat, în vechea ortografiere neerlandeză). Paza porții nu era asigurată de cele șapte case nobile, ci de către Ghilda Armurierilor, poarta fiind importantă doar pentru comerțul maritim, fiind situată pe principalul coridor de navigație între oraș și portul Anvers.
Conform unei tradiții, Wilhelm de Orania a folosit „Poarta Vacilor” în 1567 pentru a fugi din calea armatei Ducelui de Alba. Traversarea canalului în dreptul porții a fost prima dată întărită în 1576, pentru a rezista împotriva armatei spaniole răzvrătite. Cu această ocazie a fost construită și varianta finală a Porții Malului, pe malul de vest al canalului. Alături de poartă funcționa un pod basculant care conecta pasarelele de pe zidurile orașului. În anul următor, reintrarea triumfală a lui Wilhelm de Orania în Bruxelles s-a făcut prin poarta fortificată a Malului.
În anii 1620, Jacob Franquart a fost însărcinat de arhiducesa Isabella să construiască o promenadă de-a lungul canalului, denumită Aleea Verde (în franceză Allée Verte, în neerlandeză Groendreef), și să renoveze Poarta Malului.
Poarta a fost apoi deteriorată în urma marii inundații din 1643 și reconstruită în 1662, în stil baroc, după un proiect al Bernard Raessens, care i-a adăugat frontoane și pilaștri de ambele părți, precum și o platformă de belvedere. Lucrarea a costat orașul 24.000 de guldeni și a fost inaugurată în decembrie 1645. Poarta Malului a devenit un loc animat, în care locuitorii puteau urca pe scări până pe zidurile de pe ambele părți ale canalului, pentru a se bucura de priveliștile de pe câmpurile din exterior sau din oraș. De la Poarta Malului, traversând apoi și Poarta Laeken, doritorii puteau ajunge la promenada populară de-a lungul Aleii Verzi. 
Guvernatorul Charles Alexandre de Lorena și-a sărbătorit jubileul în 1769 în Rivage, cartierul portuar de lângă poartă.
După o reabilitare în 1773, poarta a fost demolată în 1812 împreună cu toată zona înconjurătoare, fostele docuri fiind și ele astupate. Portul Bruxelles a suferit o transformare în 1830, odată cu finalizarea în afara zidurilor fortificațiilor a spațiosului doc al Comerțului (în franceză Bassin du Commerce, în neerlandeză Handelsdok) și cu excavarea canalului spre Charleroi, care era conectat cu portul de-a lungul unei axe situate circa 60 de metri mai la vest de fosta poartă.

## Poartă de vămuire (secolul al XIX-lea)

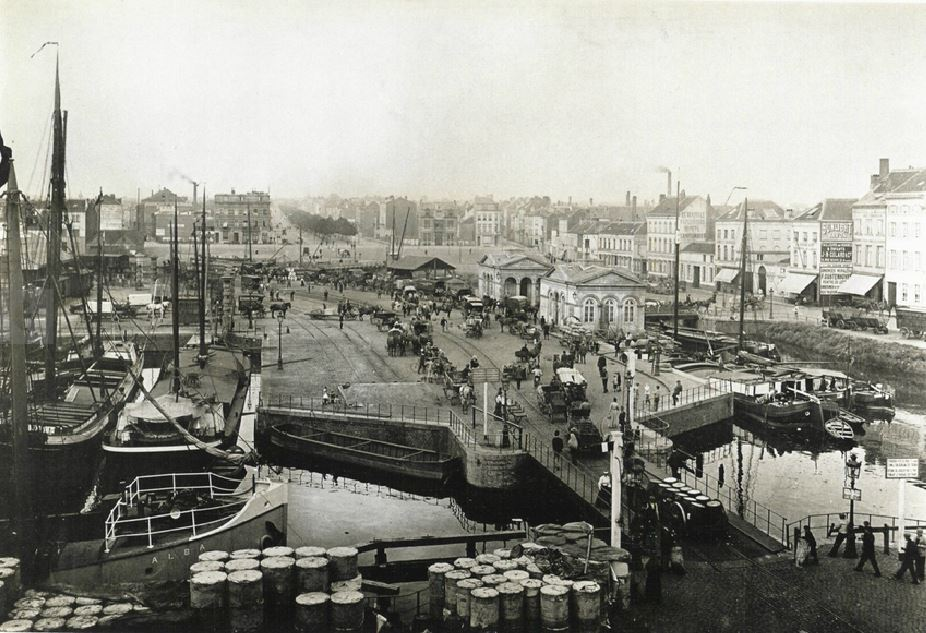
Pavilioanele de vămuire ale Porții Malului și zona înconjurătoare, în 1899.

O nouă poartă a fost realizată la capătul docului Comerțului, în dreptul podului care delimitează cele două canale, cel spre Anvers și cel spre Bruxelles, în zona cuprinsă astăzi între Piața Sainctelette și Piața Yser. Sub Regatul Unit al Țărilor de Jos, această poartă avea rolul de colectare a taxelor vamale și era alcătuită din două pavilioane construite după planurile arhitectului Auguste Payen (1832–1836), asemănătoare celor pe care acesta le proiectase în aceeași perioadă la Poarta Ninove. La fel ca și celelalte porți, ea și-a pierdut această funcție odată cu abolirea, pe 21 iulie 1860, a vămuirii produselor care intrau în oraș, dar cele două pavilioane construite în stil neoclasic au rămas pe amplasament până la crearea unui nou port maritim, în 1910, când au fost demolate.
Denumirea Porte du Rivage / Oeverpoort a fost readusă la viață în 2015, când piața publică anonimă situată aproximativ pe amplasamentul fostei porți a primit numele acesteia. Pentru a reaminti și mai mult de trecutul zonei, șinele tramvaiului traversează această piață printr-o amenajare alimentată cu apă.